# عدم الاستقرار رايلي - تايلور

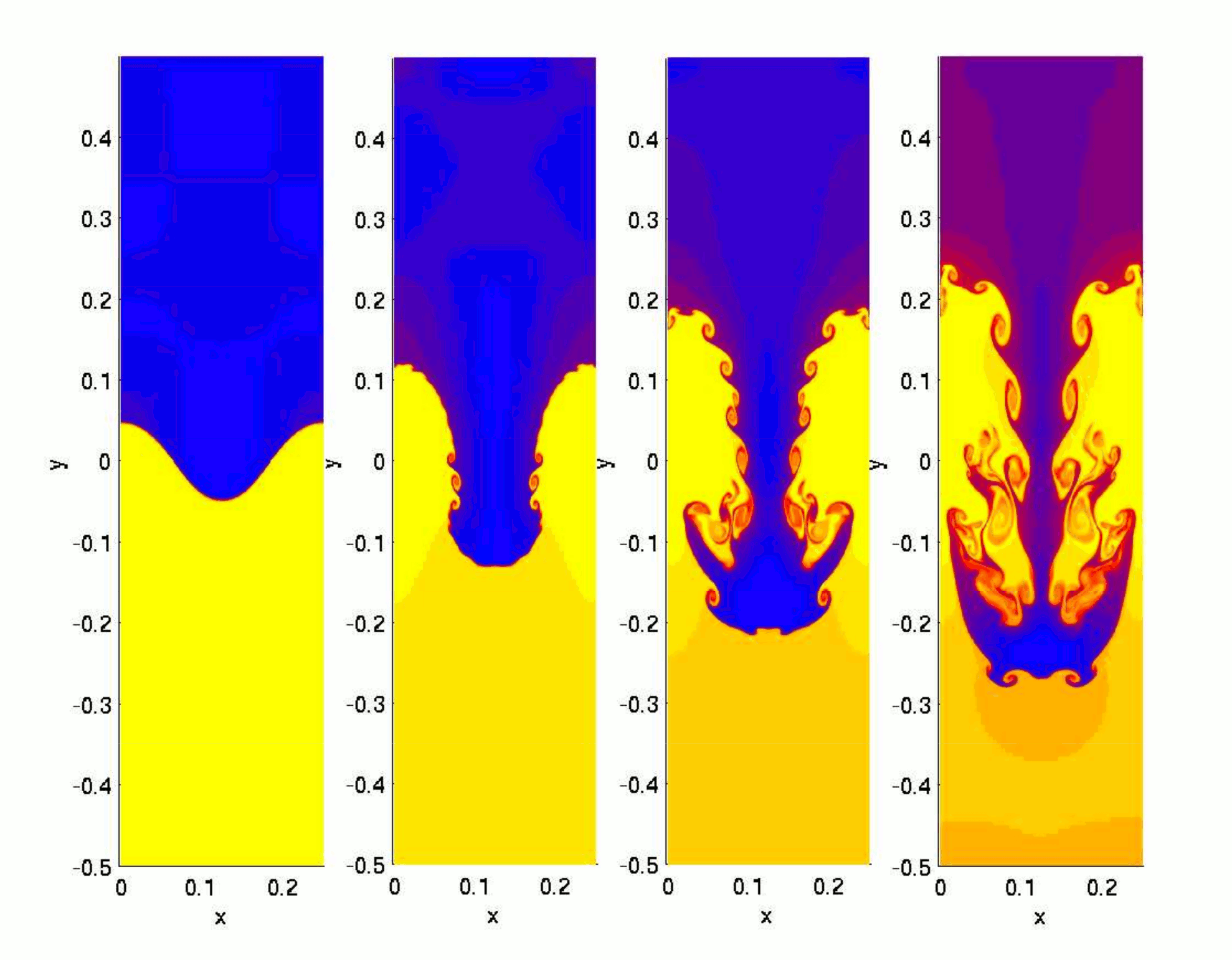
محاكاة الديناميكا المائية ل «مؤشر» واحد من عدم الاستقرار رايلي - تايلور. لاحظ تشكيل حالة عدم الإستقرار كلفن-هيلمهولتز، في اللقطات الثانية واللاحقة الموضحة (تبدأ في البداية حول المستوى)، وكذلك تشكيل «غطاء المشروم» في مرحلة لاحقة في الإطار الثالث والرابع في التسلسل.

عدم الاستقرار رايلي - تايلور، أو حالة عدم الاستقرار RT (نسبة إلى اللورد جون ويليام ستروت وجيفري إنغرام تايلور)، هو عدم استقرار واجهة بين سائلين بكثافات مختلفة والتي تحدث عندما يدفع السائل الأخف السائل الثقيل. تشمل الأمثلة سلوك المياه المعلقة فوق النفط في جاذبية الأرض، وسحابة عيش الغراب مثل تلك الناتجة عن الانفجارات البركانية والانفجارات النووية في الغلاف الجوي، وانفجارات السوبرنوفا حيث يتم تسريع الغاز الأساسي المتوسع إلى قذيفة غاز أكثر كثافة، كذالك عدم الاستقرار في مفاعلات اندماج البلازما واندماج القصور الذاتي.
الماء المعلق فوق النفط هو مثال يومي على عدم استقرار رايلي - تايلور، ويمكن تشكيله بواسطة طبقتين متوازيتين تمامًا من السائل غير القابل للامتزاج، السائل الأكثر كثافة فوق السائل الأقل كثافة وكلاهما يخضعان لجاذبية الأرض. التوازن هنا غير مُستقر لأي تقليبات أو اضطرابات في الواجهة: إذا تم إزاحة جزء من السائل الأثقل إلى الأسفل مع إزاحة حجم متساوٍ من سائل الأخف إلى الأعلى، فإن الطاقة الكامنة للتكوين تكون أقل من الحالة الأولية. وبالتالي فإن الاضطراب سوف ينمو ويؤدي إلى إطلاق إضافي للطاقة الكامنة، حيث تتحرك المادة الأكثر كثافة للأسفل تحت مجال الجاذبية (الفعال)، وتزاح المادة الأقل كثافة إلى أعلى. كانت هذه هي الطريقة التي درسها اللورد رايلي. كانت البصيرة الهامة التي قدمها جي آي تايلور هي إدراكه أن هذا الموقف يعادل الحالة عندما يتم تسارع السوائل، مع تسارع السائل الأقل كثافة إلى السائل الأكثر كثافة. يحدث هذا في أعماق المياه على سطح فقاعة متوسعة وفي الانفجار النووي.
مع تطور عدم استقرار RT ، تتقدم الاضطرابات الأولية من مرحلة النمو الخطي إلى مرحلة النمو غير الخطي، مما يؤدي في النهاية إلى تطوير «أعمدة» تتدفق إلى أعلى (بمعنى طفو الجاذبية) و «المسامير» تسقط إلى أسفل. في المرحلة الخطية، يمكن تقريب حركة السوائل عن طريق المعادلات الخطية، ويزداد اتساع الاضطرابات أضعافًا مضاعفة بمرور الوقت. في الطور غير الخطي، تكون سعة الاضطراب كبيرة جدًا بالنسبة للتقريب الخطي، والمعادلات غير الخطية مطلوبة لوصف حركات السوائل. بشكل عام، يحدد تباين الكثافة بين الموائع بنية تدفقات عدم استقرار RT غير الخطية اللاحقة (بافتراض أن المتغيرات الأخرى مثل التوتر السطحي واللزوجة لا تكاد تذكر هنا). يُعرَّف الفرق في كثافات السوائل مقسومًا على مجموعها على أنه رقم Atwood ، أA . بالنسبة لـ A بالقرب من 0، تتخذ تدفقات عدم استقرار RT شكل «أصابع» متناظرة من السوائل؛ بالنسبة لما يقرب من 1، يأخذ السائل الأخف بكثير «الموجود أسفل» السائل الثقيل شكل أعمدة أكبر شبيهة بالفقاعات.
تتجلى هذه العملية ليس فقط في العديد من الأمثلة الأرضية، كـ القباب الملحية وانعكاسات الطقس، ولكن أيضًا في الفيزياء الفلكية والديناميكا الكهرومائية. على سبيل المثال، تتجلى بنية عدم استقرار RT في سديم السرطان، حيث تقوم الرياح السديمية النبضية المتوسعة والمدعوم من نباض السرطان بمسح المواد المقذوفة من انفجار المستعر الأعظم قبل 1000 عام. تم اكتشاف عدم استقرار RT أيضًا في الغلاف الجوي الخارجي للشمس، أو الهالة الشمسية، عندما يعلو وهج الشمس الكثيف نسبيًا على فقاعة بلازما أقل كثافة. تشبه هذه الحالة الأخيرة عدم استقرار RT المعدل مغناطيسيًا.

## مراحل التطور

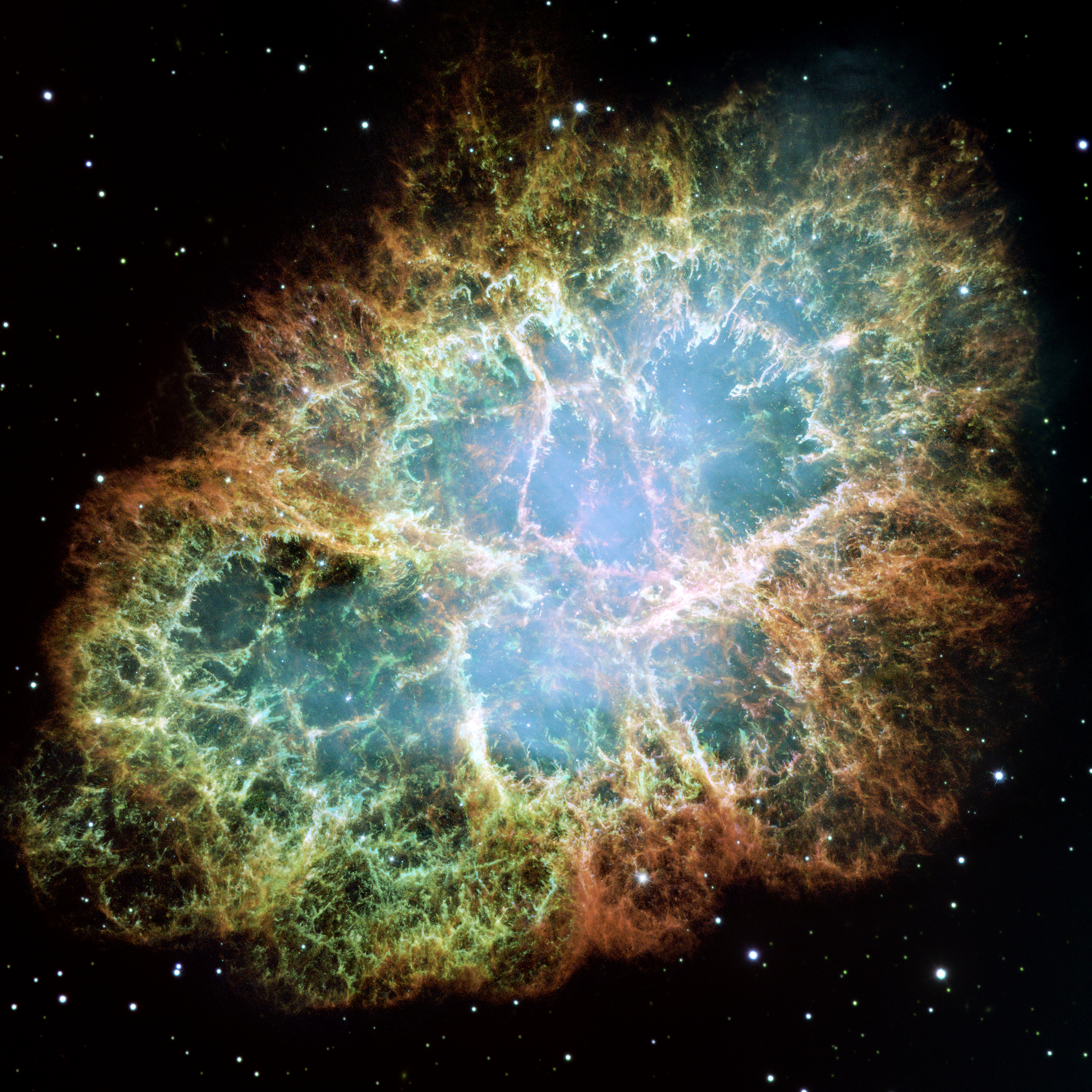
مؤشر عدم الاستقرار RT واضحة في سديم السرطان

يتبع تطور RTI أربع مراحل رئيسية. في المرحلة الأولى، يكون اتساع الاضطراب صغيرة عند مقارنتها بأطوالها الموجية، ويمكن أن تكون معادلات الحركة خطية، مما يؤدي إلى نمو متسارع لعدم الاستقرار. في الجزء الأول من هذه المرحلة، يحتفظ الاضطراب الأولي الجيبي بشكله الجيبي. ومع ذلك، بعد نهاية هذه المرحلة الأولى، عندما تبدأ التأثيرات غير الخطية في الظهور، يلاحظ المرء بدايات تكوين أشواك على شكل فطر في كل مكان (هياكل السوائل من السائل الثقيل الذي ينمو إلى سائل خفيف) والفقاعات (هياكل السوائل من السائل الخفيف يتحول إلى سائل ثقيل). يستمر نمو هياكل الفطر في المرحلة الثانية ويمكن نمذجتها باستخدام نماذج جر الطفو، مما يؤدي إلى معدل نمو ثابت تقريبًا في الوقت المناسب. في هذه المرحلة، لم يعد من الممكن تجاهل المصطلحات غير الخطية في معادلات الحركة. ثم تبدأ الأشواك والفقاعات في التفاعل مع بعضها البعض في المرحلة الثالثة. يحدث دمج الفقاعات، حيث يعمل التفاعل غير الخطي لاقتران النمط على الجمع بين المسامير والفقاعات الأصغر لإنتاج فقاعات أكبر. أيضًا، تحدث منافسة الفقاعات، حيث يتم تغليف المسامير والفقاعات ذات الطول الموجي الأصغر والتي أصبحت مشبعة بفقاعات أكبر لم تتشبع بعد. يتطور هذا في النهاية إلى منطقة خلط مضطرب، وهي المرحلة الرابعة والأخيرة في التطور. من المفترض عمومًا أن منطقة الخلط التي تتطور أخيرًا متشابهة ذاتيًا ومضطربة، شريطة أن يكون عدد رينولدز كبيرًا بدرجة كافية.

### أوراق بحثية أصلية
- Rayleigh, Lord (John William Strutt) (1883). "Investigation of the character of the equilibrium of an incompressible heavy fluid of variable density". Proceedings of the London Mathematical Society. ج. 14: 170–177. DOI:10.1112/plms/s1-14.1.170. مؤرشف من الأصل في 2020-08-07. (Original paper is available at: https://www.irphe.fr/~clanet/otherpaperfile/articles/Rayleigh/rayleigh1883.pdf نسخة محفوظة 21 سبتمبر 2020 على موقع واي باك مشين. .)
- Taylor, Sir Geoffrey Ingram (1950). "The instability of liquid surfaces when accelerated in a direction perpendicular to their planes". Proceedings of the Royal Society of London. Series A, Mathematical and Physical Sciences. ج. 201 ع. 1065: 192–196. Bibcode:1950RSPSA.201..192T. DOI:10.1098/rspa.1950.0052.